# Петер фон Вінтер
Петер фон Вінтер (нім. Peter von Winter; хрещений 28 серпня 1754, Мангайм — 17 жовтня 1825, Мюнхен) — німецький оперний композитор, творчість якого є сполучною ланкою між Моцартом і Вебером.

## Біографія
Петер фон Вінтер народився 28 серпня 1754 року в Мангаймі. Батько Петера працював жандармом в міському суді. Хлопчик був вундеркіндом і вже в 10 років грав в придворному оркестрі Мангайма на скрипці, а пізніше і на контрабасі. Вчителем Вінтера в Мангаймі був Георг Фоґлер.
1778 року Вінтер слідом за оркестром, який пішов за Карлом IV Теодором в його нову резиденцію, переїхав в Мюнхен. У тому ж році він одружився з донькою кравця Маріанне Ґроссер. 1780 року разом зі своїм колегою Францем Таушем Петер вирушив до Відня для навчання в Антоніо Сальєрі.
Більшість з більш як тридцяти опер, написаних Вінтером між 1778 і 1820 роками, були успішними. Його найпопулярнішим твором був зингшпиль «Перерване жертвопринесення» (нім. Das unterbrochene Opferfest), вперше виконаний в 1796 році у Відні. Вокальний квартет з цієї опери був використаний Бетовеном в якості теми Семи варіацій для фортеп'яно, WoO 75. Крім того, існує гіпотеза, що і в 32 Варіаціях для фортеп'яно, WoO 80 Бетовен використовував теми Вінтера. Там же у Відні в 1798 році Вінтер написав «Лабіринт або Боротьба зі стихіями» (нім. Das Labyrinth oder Der Kampf mit den Elementen), лібрето якого написав для нього Емануель Шиканедер як продовження «Чарівної флейти» Моцарта.
З 1787 року він був віце-, а з 1798 — капельмейстером придворної хорової капели в Мюнхені.
1803 року композитор відвідав Лондон. 1808 року він став членом Паризької консерваторії, а в 1815 році — Шведської королівської музичної академії. На честь п'ятдесятирічної річниці в чині придворного музиканта, 23 березня 1814 король Баварії Максиміліан I нагородив Петера фон Вінтера орденом Цивільних заслуг Баварської корони.
Крім драматичних робіт, Петер фон Вінтер писав оркестрову музику (симфонії і концерти для інструменту з оркестром), камерні твори і сакральну музику (26 мес).
У 1817 році Вінтер написав одну зі своїх найвідоміших опер — «Маометто» (нім. Maometto). Його остання опера, «Співачка і кравець» (нім. Der Sänger und der Schneider), вийшла 1820 року в Мюнхені, де він і помер 17 жовтня 1825 року. Після його смерті «Загальна музична газета» написала великий некролог, де Вінтера було названо одним із найважливіших німецьких композиторів того часу.